# MBK Europe
L'MBK Industrie (in precedenza MBK Europe) è un'azienda francese che produce scooter e motociclette, situata a Rouvroy. Fondata nel 1924, dal 1986 fa parte del gruppo Yamaha.
Sebbene il marchio MBK non venga più utilizzato dal 2018, l’azienda e lo storico stabilimento progettano e producono motocicli a marchio Yamaha per il mercato europeo.

## Storia
L'azienda venne fondata l'11 dicembre 1924, con il nome Motobécane, da Abel Bardin, Charles Benoît ed altri soci di minoranza.
La prima realizzazione fu la Motobecane 175 MB1, una motocicletta con propulsore monocilindrico di 175 cm³ e trazione finale a cinghia che veniva costruita in versione con serbatoio orizzontale, per la clientela maschile, ed in versione con serbatoio inclinato, per la clientela femminile o ecclesiastica. La moto ebbe un enorme e duraturo successo che portò ad oltre 10.000 il numero di esemplari costruiti.
Venuto il momento di ampliare la produzione, Bardine e Benoît ebbero il timore di poter rovinare la fama aziendale conquistata con la "MB1", con il possibile fiasco commerciale o tecnico del nuovo modello. Decisero, quindi, di metterlo in commercio con il marchio Motoconfort. La nuova moto, denominata Motoconfort 308 MC1 aveva caratteristiche decisamente superiori per cilindrata e finiture e, pur non replicando il successo della "MB1", le vendite furono soddisfacenti.
Nacque in questo modo la consuetudine aziendale di differenziare la commercializzazione dei prodotti sul mercato francese, dove il marchio Motobécane aveva un'immagine di moto robusta ed economica ed il marchio Motoconfort aveva l'immagine di moto lussuosa e sofisticata. La duplice commercializzazione venne mantenuta fino al 1979.
Negli anni trenta la Motobécane produsse una buona quantità di motociclette e subito dopo la fine della seconda guerra mondiale l'azienda si specializzò nella produzione di ciclomotori e scooter: celebre il Mobylette, ciclomotore costruito a partire dal 1949, che nei primi anni sessanta fu fabbricato su licenza anche dalla Bianchi.
La produzione di motocicli, interrotta a metà anni Sessanta, riprese nel 1969 con la presentazione di una 125 bicilindrica due tempi, cui fece seguito nel 1972 una 350 tre cilindri due tempi. La ottavo di litro fu prodotta sino al 1980, mentre la 350 ebbe scarso successo, uscendo di produzione nel 1976 dopo soli 779 esemplari prodotti. Degli anni settanta è anche una serie di ciclomotori stradali e da fuoristrada, costruiti dalla Moto Meteora in base ad un accordo con Motobécane. Nel 1974 la Casa francese acquisì la Velosolex, mentre sempre nello stesso anno si impegnò anche nelle competizioni: in quella stagione fece il suo esordio nel Motomondiale una 125 bicilindrica da GP, realizzata e pilotata da Eric Offenstadt. Continuamente sviluppata, la ottavo di litro corse fino alla stagione 1981 con buoni risultati (5 vittorie iridate, Guy Bertin secondo nel Motomondiale 1980, 5 titoli francesi della 125) Dal 1976 l'azienda francese promosse, insieme alla rivista "Moto Revue", la Coupe Motobécane-Moto-Revue, trofeo monomarca che si correva con le "125 LT3" derivate dal modello di serie.

### La fine dell'indipendenza
Nel 1981 la Motobécane dichiarò fallimento. Due anni dopo, essa fu rifondata come MBK Industrie, di cui la Yamaha Motor possedeva il 10 % delle azioni. Nel 1986 la Yamaha divenne il principale azionista.
Con la rifondazione, la produzione di scooter diventò il pilastro fondamentale dell'azienda.
Dagli anni novanta i nuovi veicoli a marchio MBK sono divenuti gradualmente dei rebadge di omologhi modelli Yamaha. L’azienda produceva e vendeva sia scooter con il proprio marchio che con quello Yamaha per molti paesi europei. Era leader del mercato in Francia e aveva una buona percentuale di vendite in Italia fino a quando la casa madre giapponese non ha deciso di vendere sul mercato della penisola i modelli solamente con la marchiatura Yamaha. Seguono nella lista Germania, Belgio, Svizzera, Portogallo, Grecia, Gran Bretagna, Irlanda, Austria, Spagna e Finlandia.
Uno dei modelli di punta dell'azienda è stato l'MBK Booster prodotto con motore 50 cm³ (il più diffuso) e 100 cm³.
Nel 2012 la Yamaha Motor Europe decise di centralizzare gran parte della produzione europea nello stabilimento MBK di San Quintino in seguito alla chiusura di due vecchi impianti (uno a Barcellona l’altro in Turchia). Lo stabilimento viene rimodernato mediante l’installazione di nuovi robot e parte così la produzione francese dei modelli Yamaha X-Max 125, 300 e 400 (venduti in Francia anche MBK Evolis) e successivamente delle moto MT e YZF 125 e delle più grandi XSR, Tracer e Ténéré.
L'utilizzo del marchio MBK è cessato definitivamente nel 2018. Da quel momento tutti i veicoli prodotti nello stabilimento di San Quintino erano a marchio Yamaha. Nel 2019 sono stati prodotti oltre 72 mila motocicli.

## Date
- 1923: Fondazione della Motobécane.
- 1924: Viene prodotto il primo modello dell'azienda, una moto con motore 175 cm³.
- 1951: L'azienda sposta gran parte della produzione a San Quintino.
- 1974: L'azienda acquista la VéloSoleX.
- 1981: Motobécane dichiara fallimento
- 1984: MBK e Yamaha Motor Company Ltd acquistano Motobécane. Nasce la MBK Industrie.
- 1986: L'azienda giapponese, con un investimento di 265 milioni di franchi, acquista il 99% dell'azienda.
- 1990: nasce il primo scooter 50: l’MBK Booster.
- 1999: Il milionesimo scooter prodotto dall'azienda esce dagli stabilimenti di San Quintino.

## Modelli recenti
- MBK Booster
- MBK Booster Track
- MBK Booster Spirit
- MBK Booster Naked
- MBK Booster 12inch
- MBK Booster Next Generation
- MBK Evolis
- MBK Flame
- MBK Nitro
- MBK Ovetto
- MBK Oceo
- MBK Doodo
- MBK Flipper
- MBK Skyliner
- Yamaha XSR 700 (assemblaggio del veicolo - motore e telaio prodotti in Giappone)[8]